# Восточная конференция (MLS)
Восточная конференция является одной из двух конференций MLS, наряду с Западной конференцией. По состоянию на 2025 год, Западная конференция состоит из 15 команд (13 клубов из США и 2 из Канады). За 29 сезонов существования Высшей лиги футбола команды из этой конференции 18 раз становились победителями регулярного чемпионата и 11 раз обладателями Кубка MLS.

## Команды

### Текущие
- Атланта Юнайтед
- Ди Си Юнайтед
- Интер Майами
- Коламбус Крю
- Клёб де Фут Монреаль
- Нью-Инглэнд Революшн
- Нью-Йорк Ред Буллз
- Нью-Йорк Сити
- Нэшвилл
- Орландо Сити
- Торонто
- Филадельфия Юнион
- Цинциннати
- Чикаго Файр
- Шарлотт

### Бывшие
- Майами Фьюжн (†)
- Спортинг Канзас-Сити
- Тампа-Бэй Мьютини (†)
- Хьюстон Динамо

## Участники и изменения

### 1996
В первом сезоне было 5 участников:
- Ди Си Юнайтед
- Коламбус Крю
- Нью-Инглэнд Революшн
- Нью-Йорк/Нью-Джерси Метростарз
- Тампа-Бэй Мьютини

### 1997
Без изменений.

### 1998
Количество команд увеличилось до 6, «Майами Фьюжн» присоединяется к клубам. «НЙ/НД Метростарз» исключили из своего названия «Нью-Йорк/Нью-Джерси» и переименовались в просто «Метростарз».

### 1999—2000
Без изменений.

### 2000
В конференции количество участников сократилось до 4-ех команд. «Коламбус Крю» и «Тампа-Бэй Мьютини» переведены в Центральный Дивизион.

### 2001
Количество участников осталось прежним. Из-за событий 11 сентября, оставшиеся матчи во всех конференциях были отменены.

### 2002
Из-за финансовых проблем были распущены «Тампа-Бэй Мьютини» и «Майами Фьюжн». После двух сезонов Центральный Дивизион прекратил свое существование, лига вернулась к своей первоначальной структуре из двух конференций по пять команд на Востоке и Западе. «Коламбус Крю» в Восточную конференцию, «Чикаго Файр» вместо возвращения в Западную переходит на Восток.

### 2003—2005
Количество участников осталось прежним.

### 2005
Команд снова 6. «Канзас-Сити Уизардс» перешёл из Западной конференции.

### 2006
Количество клубов не изменилось. Австрийская компания «Red Bull» купила «Метростарз» и провела ребрендинг команды: изменила звание на «Нью-Йорк Ред Буллз», сменила основные цвета и логотип.

### 2007
Количество команд увеличилось до 7. Канадский «Торонто» присоединился к конференции

### 2008—2010
Без изменений.

### 2010
Количество участников увеличилось до 8. «Филадельфия Юнион» присоединилась к конференции.

### 2011
«Канзас-Сити Уизардс» изменил свое название на «Спортинг Канзас-Сити». Команд стало 9, «Хьюстон Динамо» перешёл из Западной конференции.

### 2012
Количество команд увеличилось до 10, к конференции присоединился канадский «Монреаль Импакт».

### 2013—2015
Без изменений.

### 2015
«Нью-Йорк Сити» и «Орландо Сити» присоединились к конференции. А «Спортинг Канзас-Сити» и «Хьюстон Динамо» вернулись на Запад.

### 2016
Без изменений.

### 2017
Количество команд увеличилось до 11, «Атланта Юнайтед» присоединилась к конференции.

### 2018
Без изменений.

### 2019
Клубов стало 12, к конференции присоединился «Цинциннати».

### 2020
Количество команд достигло 14. «Нэшвилл» присоединился, часть сезона он играет в Западной конференции, а часть в Восточной. К командам присоединился «Интер Майами».

### 2021
Количество клубов не изменилось. «Монреаль Импакт» изменил свое название на «Клёб де Фут Монреаль».

### 2022
Количество участников осталось прежним, «Нэшвилл» вернулся на Запад. К конференции присоединился «Шарлотт».

### 2023
Нэшвилл» снова перешёл в Восточную конференцию, количество команд увеличилось до 15.

### 2024—н.в.
Без изменений.

## Титулы
- Ниже приведён список обладателей кубка MLS и победителей регулярного чемпионата из Восточной конференции по годам:

| Сезон | Кубок                | Регулярный чемпионат |
| ----- | -------------------- | -------------------- |
| 1996  | Ди Си Юнайтед        | Тампа-Бэй Мьютини    |
| 1997  | Ди Си Юнайтед        | Ди Си Юнайтед        |
| 1998  | —                    | —                    |
| 1999  | Ди Си Юнайтед        | Ди Си Юнайтед        |
| 2000  | —                    | —                    |
| 2001  | —                    | Майами Фьюжн         |
| 2002  | —                    | —                    |
| 2003  | —                    | Чикаго Файр          |
| 2004  | Ди Си Юнайтед        | Коламбус Крю         |
| 2005  | —                    | —                    |
| 2006  | —                    | Ди Си Юнайтед        |
| 2007  | —                    | Ди Си Юнайтед        |
| 2008  | Коламбус Крю         | Коламбус Крю         |
| 2009  | —                    | Коламбус Крю         |
| 2010  | —                    | —                    |
| 2011  | —                    | —                    |
| 2012  | —                    | —                    |
| 2013  | Спортинг Канзас-Сити | Нью-Йорк Ред Буллз   |
| 2014  | —                    | —                    |
| 2015  | —                    | Нью-Йорк Ред Буллз   |
| 2016  | —                    | —                    |
| 2017  | Торонто              | Торонто              |
| 2018  | Атланта Юнайтед      | Нью-Йорк Ред Буллз   |
| 2019  | —                    | —                    |
| 2020  | Коламбус Крю         | Филадельфия Юнион    |
| 2021  | Нью-Йорк Сити        | Нью-Инглэнд Революшн |
| 2022  | —                    | —                    |
| 2023  | Коламбус Крю         | Цинциннати           |
| 2024  | —                    | Интер Майами         |
| 2025  | TBA                  | TBA                  |